# Athus
Athus (Luxemburgs: Attem, Waals: Atu, Duits: Athem) is een dorp in de Belgische provincie Luxemburg en een deelgemeente van Aubange. Athus ligt aan de Chiers, op de grens met Frankrijk en het Groothertogdom Luxemburg. Hier bevindt zich ook het drielandenpunt België–Frankrijk–Luxemburg.

## Geschiedenis
Athus ontstond als gemeente in 1878 toen het zich afsplitste van Aubange en bleef zelfstandig tot de gemeentelijke herindeling van 1977.

## Bezienswaardigheden

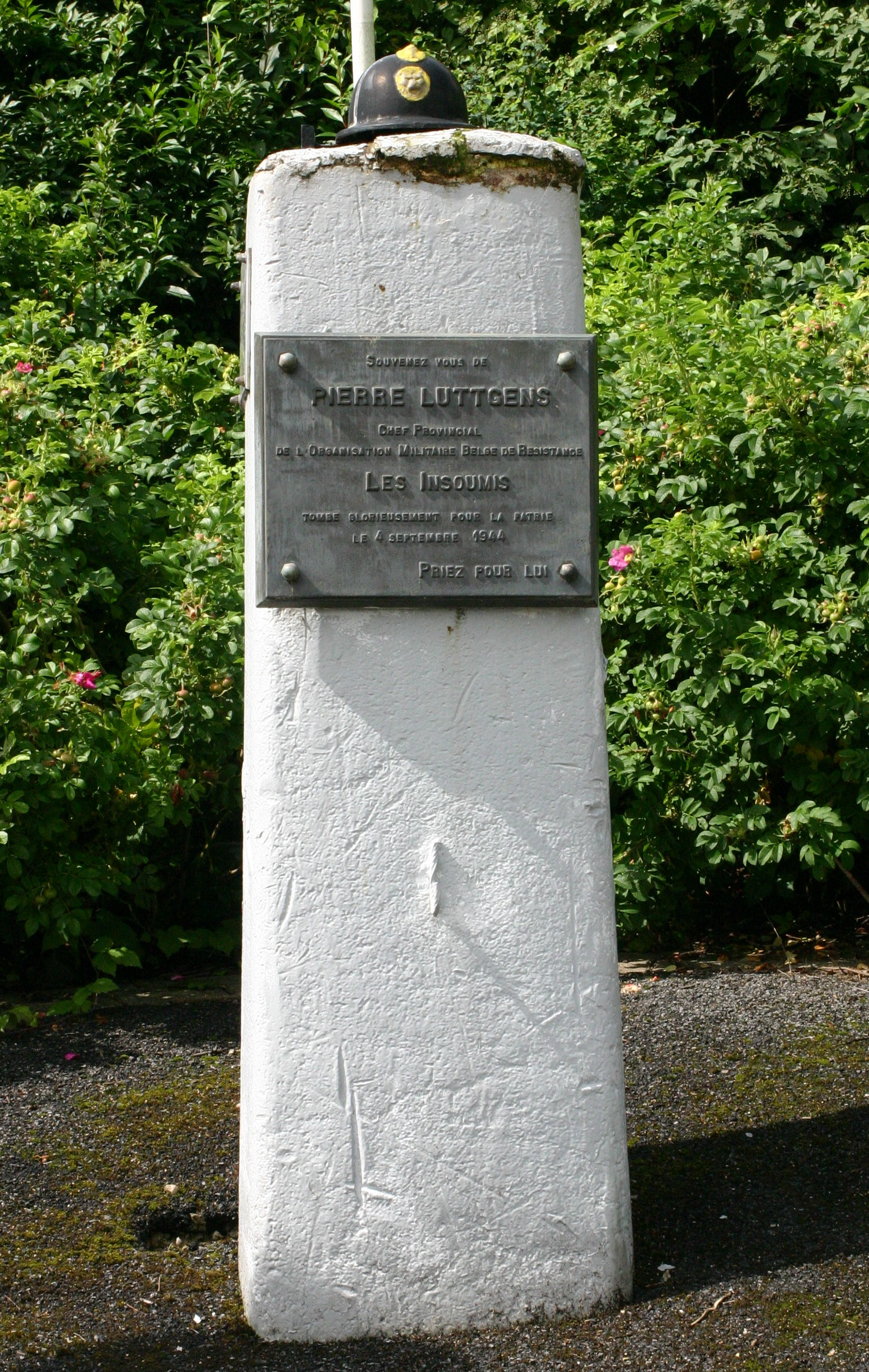
Monument voor de verzetsman Pierre Luttgens te Athus.

- De Église Saint-Étienne

## Demografische ontwikkeling
- Bronnen:NIS, Opm:1831 tot en met 1970=volkstellingen

## Verkeer en vervoer
In Athus bevindt zich het station Athus.
Ten oosten van Athus loopt de snelweg A28/E411.
Deelgemeenten: Athus · Aubange · Halanzy · Rachecourt

Overige kernen: Aix-sur-Cloie · Battincourt · Guerlange

Belgische gemeenten · Arrondissement Aarlen · Luxemburg · Wallonië